# Estland i Eurovision Song Contest 2014
Estland deltog i Eurovision Song Contest 2014 i Köpenhamn i Danmark. Estland utsåg sitt bidrag genom Eesti Laul som sedan 2009 agerat nationell uttagningsfinal. Tävlingen bestod av två semifinaler, 14 och 21 februari, och en final 1 mars 2014.

## Eesti Laul 2014

### Deltagare
Estland utsåg sitt bidrag i Eurovision Song Contest 2014 genom Eesti Laul 2014. Bland deltagarna i tävlingen fanns flera meriterade estniska artister. Lenna Kuurmaa deltog i Eurovision Song Contest 2005 som en del av gruppen Vanilla Ninja, Sandra Nurmsalu deltog i Eurovision Song Contest 2009 som en del av gruppen Urban Symphony och Lauri Pihlap vann Eurovision Song Contest 2001 som en del av gruppen 2XL som framförde tillsammans med Tanel Padar och Dave Benton. Både Tanja (Tatjana Mihhailova) och Traffic har slutat tvåa i Estlands uttagning tidigare.
| Artist                      | Låt                      | Kompositör(er)                                 |
| --------------------------- | ------------------------ | ---------------------------------------------- |
| August Hunt                 | "Kus on EXIT?"           | August Hunt                                    |
| Brigita Murutar             | "Laule täis taevakaar"   | Rainer Michelson, Feliks Kütt                  |
| Kõrsikud                    | "Tule ja jää"            | Kõrsikud                                       |
| Lauri Pihlap                | "Lootus"                 | Lauri Pihlap                                   |
| Lenna                       | "Supernoova"             | Mihkel Raud                                    |
| Maiken                      | "Siin või sealpool maad" | Kadri Koppel                                   |
| Maltised                    | "Elu"                    | Jakko Maltis                                   |
| MiaMee                      | "Fearful Heart"          | Liina Saar, Liisi Koikson                      |
| Nimmerschmidt               | "Sandra"                 | Fredy Schmidt, Andero Nimmer, Merilyn Merisalu |
| Nion                        | "Muud pole vaja"         | Karl Kanter, Keit Triisa, Marilyn Jurman       |
| Norman Salumäe              | "Search"                 | Norman Salumäe                                 |
| Sandra Nurmsalu             | "Kui tuuled pöörduvad"   | Sven Lõhmus                                    |
| Sofia Rubina                | "City Lights"            | Priit Juurmann, Sofia Rubina                   |
| State of Zoe                | "Solina"                 | Anneliis Kits, Sander Mölder                   |
| Super Hot Cosmos Blues Band | "Maybe-Maybe"            | Mati Sütt, Janno Reim                          |
| Tanja                       | "Amazing"                | Timo Vendt, Tatjana Mihhailova                 |
| The Titles                  | "Flame"                  | Rasmus Lill, Markus Rafael Nylund              |
| Traffic                     | "Für Elise"              | Stig Rästa, Silver Laas                        |
| VÖÖRAD                      | "Maailm on hull"         | Priit Uustulnd, Meiko Humal                    |
| Wilhelm                     | "Resignal"               | Lauri Kadalipp                                 |

### Semifinal 1

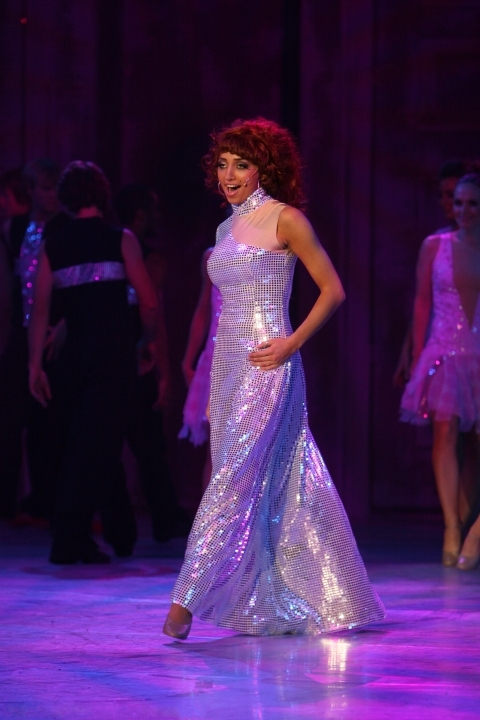
Tatjana Mihhailova (Tanja) tog sig vidare till final med sin "Amazing".

Den första semifinalen hölls 14 februari 2014. Programledare var Helen Sürje och Henrik Kalmet. 5 bidrag skulle ta sig till final och dessa utsågs genom 50% telefonröstning och 50% juryröstning. Totalt mottogs över 12 000 telefonröster.
| Semifinal 1 – 14 februari 2014 | Semifinal 1 – 14 februari 2014 | Semifinal 1 – 14 februari 2014 | Semifinal 1 – 14 februari 2014 | Semifinal 1 – 14 februari 2014 | Semifinal 1 – 14 februari 2014 | Semifinal 1 – 14 februari 2014 | Semifinal 1 – 14 februari 2014 |
| Nr                             | Artist                         | Låt                            | Jury                           | Tele                           | Tele                           | Totalt                         | Plats                          |
| ------------------------------ | ------------------------------ | ------------------------------ | ------------------------------ | ------------------------------ | ------------------------------ | ------------------------------ | ------------------------------ |
| 1                              | Tanja                          | "Amazing"                      | 7                              | 3079                           | 10                             | 17                             | 2                              |
| 2                              | The Titles                     | "Flame"                        | 4                              | 312                            | 2                              | 6                              | 8                              |
| 3                              | Wilhelm                        | "Resignal"                     | 6                              | 1065                           | 6                              | 12                             | 5                              |
| 4                              | State of Zoe                   | "Solina"                       | 5                              | 235                            | 1                              | 6                              | 9                              |
| 5                              | Nimmerschmidt                  | "Sandra"                       | 3                              | 506                            | 4                              | 7                              | 6                              |
| 6                              | VÖÖRAD                         | "Maailm on hull"               | 1                              | 948                            | 5                              | 6                              | 7                              |
| 7                              | Super Hot Cosmos Blues Band    | "Maybe-Maybe"                  | 8                              | 2676                           | 9                              | 17                             | 3                              |
| 8                              | August Hunt                    | "Kus on EXIT?"                 | 2                              | 462                            | 3                              | 5                              | 10                             |
| 9                              | Kõrsikud                       | "Tule ja jää"                  | 9                              | 1460                           | 7                              | 16                             | 4                              |
| 10                             | Lenna                          | "Supernoova"                   | 10                             | 1639                           | 8                              | 18                             | 1                              |

### Semifinal 2

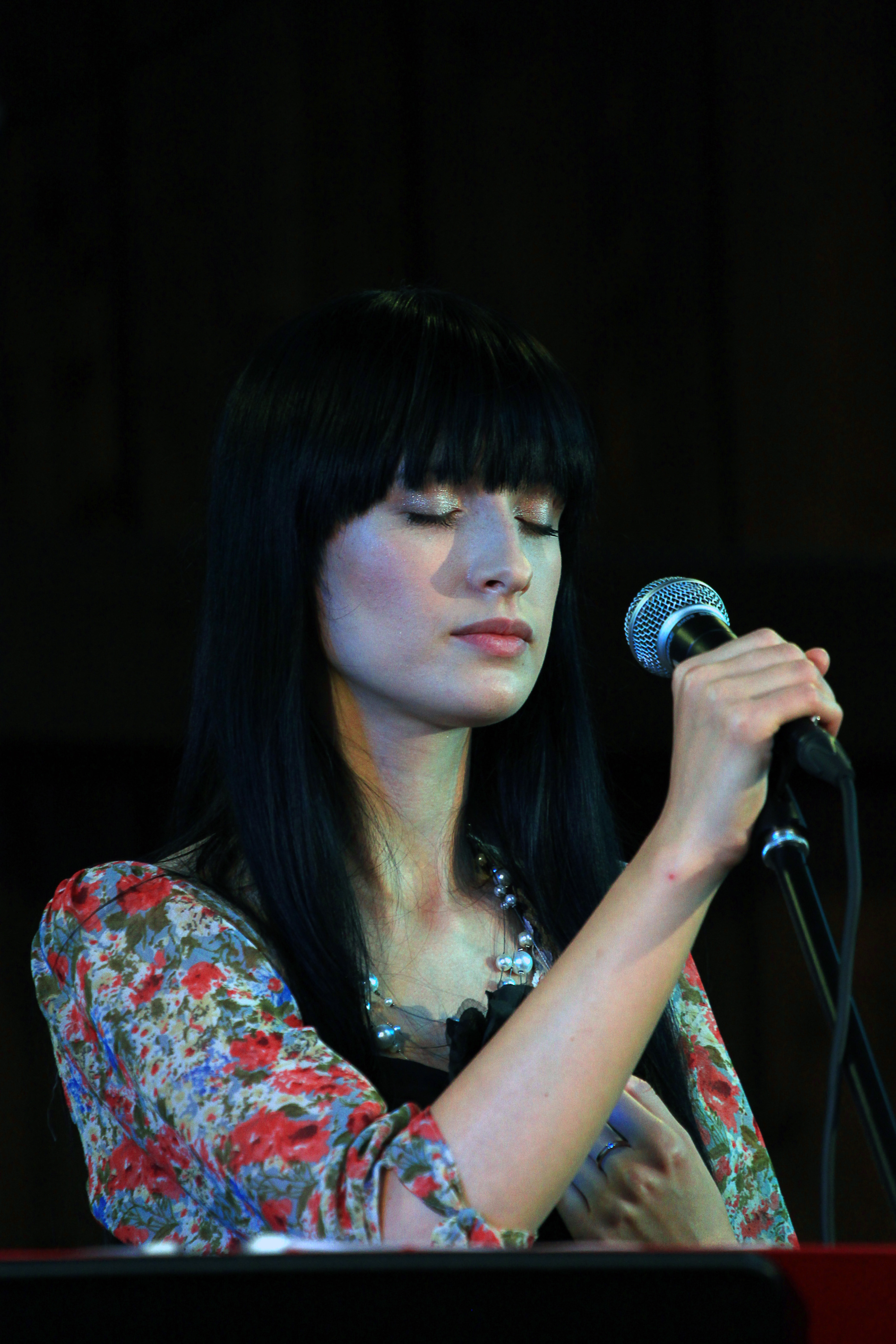
Sandra Nurmsalu, sångare i Urban Symphony, gick direkt till finalen.

Den andra semifinalen ägde rum 21 februari 2014 med Helen Sürje och Henrik Kalmet som programledare. Som i den första semifinalen användes 50% telefonröster och 50% juryröster för att utse de 5 finalisterna.
| Semifinal 2 – 21 februari 2014 | Semifinal 2 – 21 februari 2014 | Semifinal 2 – 21 februari 2014 | Semifinal 2 – 21 februari 2014 | Semifinal 2 – 21 februari 2014 | Semifinal 2 – 21 februari 2014 | Semifinal 2 – 21 februari 2014 | Semifinal 2 – 21 februari 2014 |
| Nr                             | Artist                         | Låt                            | Jury                           | Tele                           | Tele                           | Totalt                         | Plats                          |
| ------------------------------ | ------------------------------ | ------------------------------ | ------------------------------ | ------------------------------ | ------------------------------ | ------------------------------ | ------------------------------ |
| 1                              | Norman Salumäe                 | "Search"                       | 9                              | 958                            | 6                              | 15                             | 3                              |
| 2                              | Lauri Pihlap                   | "Lootus"                       | 5                              | 620                            | 3                              | 8                              | 8                              |
| 3                              | Nion                           | "Muud pole vaja"               | 4                              | 834                            | 5                              | 9                              | 6                              |
| 4                              | Maltised                       | "Elu"                          | 1                              | 720                            | 4                              | 5                              | 9                              |
| 5                              | Sofia Rubina                   | "City Lights"                  | 3                              | 379                            | 1                              | 4                              | 10                             |
| 6                              | MiaMee                         | "Fearful Heart"                | 7                              | 397                            | 2                              | 9                              | 7                              |
| 7                              | Traffic                        | "Für Elise"                    | 10                             | 1717                           | 8                              | 18                             | 2                              |
| 8                              | Maiken                         | "Siin või sealpool maad"       | 6                              | 1321                           | 7                              | 13                             | 4                              |
| 9                              | Sandra Nurmsalu                | "Kui tuuled pöörduvad"         | 8                              | 2662                           | 10                             | 18                             | 1                              |
| 10                             | Brigita Murutar                | "Laule täis taevakaar"         | 2                              | 2159                           | 9                              | 11                             | 5                              |

### Final
Finalen hölls 1 mars 2014 i Nokia Concert Hall i Tallinn. Totalt gjorde 10 artister upp om segern i tävlingen, 5 från varje semifinal. Finalen avgjordes av 50% telefonröster och 50% juryröster. De två bidrag som fick flest röster kombinerat av jury- och telefonröster gick vidare till en superfinal där enbart telefonröster gällde.
| Final – 1 mars 2014 | Final – 1 mars 2014         | Final – 1 mars 2014      | Final – 1 mars 2014 | Final – 1 mars 2014 | Final – 1 mars 2014 | Final – 1 mars 2014 | Final – 1 mars 2014 |
| Nr                  | Artist                      | Låt                      | Jury                | Tele                | Tele                | Totalt              | Plats               |
| ------------------- | --------------------------- | ------------------------ | ------------------- | ------------------- | ------------------- | ------------------- | ------------------- |
| 1                   | Brigita Murutar             | "Laule täis taevakaar"   | 1                   | 2965                | 6                   | 7                   | 7                   |
| 2                   | Traffic                     | "Für Elise"              | 8                   | 5433                | 7                   | 15                  | 3                   |
| 3                   | Norman Salumäe              | "Search"                 | 5                   | 2347                | 4                   | 9                   | 6                   |
| 4                   | Wilheim                     | "Resignal"               | 6                   | 1525                | 1                   | 7                   | 9                   |
| 5                   | Lenna                       | "Supernoova"             | 9                   | 2941                | 5                   | 14                  | 4                   |
| 6                   | Super Hot Cosmos Blues Band | "Maybe-Maybe"            | 10                  | 11940               | 10                  | 20                  | 1                   |
| 7                   | Maiken                      | "Siin või sealpool maad" | 3                   | 1769                | 2                   | 5                   | 10                  |
| 8                   | Kõrsikud                    | "Tule ja jää"            | 4                   | 2256                | 3                   | 7                   | 8                   |
| 9                   | Tanja                       | "Amazing"                | 7                   | 10580               | 9                   | 16                  | 2                   |
| 10                  | Sandra Nurmsalu             | "Kui tuuled pöörduvad"   | 2                   | 10434               | 8                   | 10                  | 5                   |

### Superfinal
| Artist                      | Låt           | Teleröster | Resultat    |
| --------------------------- | ------------- | ---------- | ----------- |
| Super Hot Cosmos Blues Band | "Maybe-Maybe" | 47%        | 2           |
| Tanja                       | "Amazing"     | 53%        | 1 (Vinnare) |

## Under Eurovision
Estland lottades att tävla i den första halvan av den första semifinalen den 6 maj 2014, där de fick startnumret 3. Dock misslyckades Estland med att placera sig bland de tio länder med högst totalpoäng, och gick därmed inte vidare till finalen. När alla resultat släpptes senare, stod det klart att Estland fått 36 poäng, vilket räckte till en 12:e plats i semifinalen.
| 12 poäng                                     | 10 poäng    | 8 poäng | 7 poäng   | 6 poäng |
| -------------------------------------------- | ----------- | ------- | --------- | ------- |
| - Belarus                                    |             | - Malta |           |         |
| 5 poäng                                      | 4 poäng     | 3 poäng | 2 poäng   | 1 poäng |
| - Armenien - Azerbajdzjan - Island - Sverige | - Frankrike |         | - Spanien |         |

### Poäng givna av Estland
| 12 poäng | Nederländerna |
| 10 poäng | Ukraina       |
| 8 poäng  | Ungern        |
| 7 poäng  | Sverige       |
| 6 poäng  | Lettland      |
| 5 poäng  | Armenien      |
| 4 poäng  | Azerbajdzjan  |
| 3 poäng  | San Marino    |
| 2 poäng  | Island        |
| 1 poäng  | Ryssland      |

| 12 poäng | Nederländerna |
| 10 poäng | Sverige       |
| 8 poäng  | Ukraina       |
| 7 poäng  | Ungern        |
| 6 poäng  | Finland       |
| 5 poäng  | Armenien      |
| 4 poäng  | Österrike     |
| 3 poäng  | Norge         |
| 2 poäng  | Spanien       |
| 1 poäng  | Ryssland      |